# Клайпеда
Кла̀йпеда (на литовски: Klaipėda; на немски: Memel или Memelburg; на полски: Kłajpeda) е град в Западна Литва и единственото ѝ пристанище. Административен център е на Клайпедски окръг, както и на районната Клайпедска община, без да е част от нея. Самият град е обособен в самостоятелна градска община с площ 98 км2.
Днес Клайпеда е важно фериботно пристанище с търговски връзки с Швеция, Дания и Германия.

## География
Градът се намира в етнографската област Малка Литва. Разположен е край устието на река Неман.

## Население
Населението му през 2007 г. е 185 899, като през 1992 г. е 207 100.

### Етнически състав (2001 г.)
- литовци – 71,3%
- руснаци – 21,3%
- украинци – 2,4%
- беларуси – 1,9%
- поляци – 0,4%
- други – 1,2%

## История
Град Клайпеда е основан от тевтонците през 1252 под името Мемел на мястото на селище на курландците. През 1254 градът получава любекско право и през следващите десетилетия тевтонците християнизират населението в областта. Според договора от 1422, установил границите между Прусия и Литва, Мемел остава в рамките на Прусия. Това положение се запазва до 1919, като през това време Мемел е най-източната точка на германските земи.
През 1525 Мемел, част от владенията на Албрехт Пруски, приема лутеранството. През следващото столетие градът преживява разцвет като част от херцогство Прусия, васално на Полша, а по-късно на Жечпосполита. Градът служи за пристанище на съседна Литва, печелейки от положението си близо до устието на река Неман. Краят на този период идва по време на Тридесетгодишната война, когато градът е завладян от Швеция. Впоследствие немската му принадлежност е възстановена.
С Версайския договор от 1919 Мемел и съседните земи са поставени под протектората на държавите от Антантата. Територията е наречена Мемелланд, отделена е от Германия и е създадено автономно правителство под френска окупация. През 1923 литовски войски, командвани от полковник Будрис изтласкват французите от областта. Градът има предимно германско население, което не подкрепя включването на града в Литва и на 22 март 1939 Литва е принудена да отстъпи града на Германия, вече окупирала по това време Австрия и Чехия.
По време на германското отстъпление през Втората световна война голяма част от населението напуска града. Той е превзет от съветските войски през януари 1945 и отново е включен в състава на Литва. През 1947 Мемел е преименуван на Клайпеда.

## Спорт
ФК Атлантас е литовски футболен клуб.

## Градове побратими
Клайпеда е побратимен град с:
- Гдиня (на полски: Gdynia), Полша (от 1993 г.)
- Дебрецен (на унгарски: Debrecen), Унгария (от 1970/1989 г.)
- Калининград, Русия (от 1993 г.)
- Карлскруна (на шведски: Karlskrona), Швеция ((от 1989 г.)
- Кьоге (на датски: Køge), Дания (от 1995 г.)
- Котка (на фински: Kotka), Финландия (от 1994 г.)
- Куджи (на японски久慈市), Япония (от 1989 г.)
- Лайпциг (на немски: Leipzig), Германия (от 2002 г.)
- Лиепая (на латвийскиLiepāja}}), Латвия (от 1997 г.)
- Любек (на немски: Lübeck), Германия (от 1990 г.)
- Манхайм (на немски: Mannheim), Германия (от 1915/2002 гг.)
- Могилев (на беларуски: Магілёў; на полски: Mohylów), Беларус (от 1997 г.)
- Норт Тайнсайд (на английски: North Tyneside), Англия (от 1995 г.)
- Одеса, Украйна (от 2004 г.)
- Рюген (на немски: Rügen), Германия (от 1993 г.)
- Цинтао (青岛|青島|Qīngdǎo), Китай (от 1993 г.)
- Череповец, Русия (от 1992 г.)
- Шчечин (на полски: Szczecin), Полша (от 2002 г.)